# 泛舟

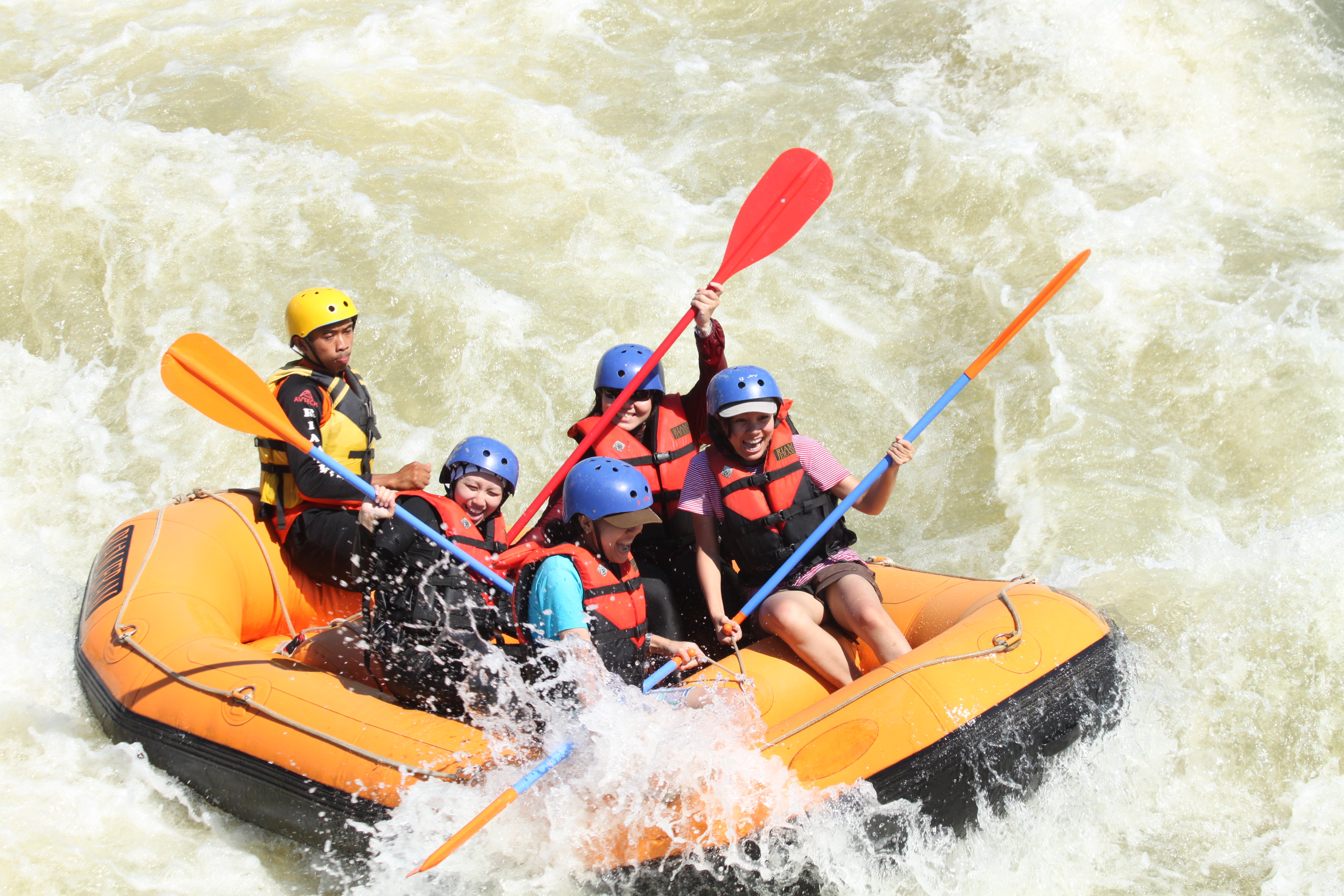
印尼 爪哇

泛舟（Rafting）是指利用橡皮艇或者竹筏，在时而湍急时而平缓的水流中顺流而下的一种户外运动方式，为了安全，泛舟者需要头戴安全帽和身穿救生衣。不同於漂流（Drift boat）和Whitewater canoeing。皮划艇项目也是一项国际竞技比赛项目。